# Liste du patrimoine mondial en Lettonie
Cet article recense les sites inscrits au patrimoine mondial en Lettonie.

## Statistiques
La Lettonie accepte la Convention pour la protection du patrimoine mondial, culturel et naturel le 10 janvier 1995. Le premier site protégé est inscrit en 1997.
En 2023, la Lettonie compte 3 sites inscrits au patrimoine mondial, culturels. 
Le pays a également soumis 3 sites à la liste indicative, 1 culturel et 2 mixtes.

## Listes

### Patrimoine mondial
Les sites suivants sont inscrits au patrimoine mondial.
| Id.  | Site                      | Novad             | Année | Superficie (ha) | Critères et notes | Coordonnées                                                         | Illus. |
| ---- | ------------------------- | ----------------- | ----- | --------------- | --- | ------------------------------------------------------------------- | ------ |
| 1187 | Arc géodésique de Struve  | Jēkabpils, Madona | 2005  | 102             | Culturel, (ii), (iii), (vi) Site transfrontalier commun avec la Biélorussie, l'Estonie, la Finlande, la Lituanie, la Moldavie, la Norvège, la Russie, la Suède et l'Ukraine. Comprend 2 sites en Lettonie : Ziestu (lv) et Jēkabpils | 56° 50′ 24″ nord, 25° 38′ 12″ est 56° 30′ 05″ nord, 25° 51′ 24″ est |        |
| 852  | Centre historique de Riga | Riga              | 1997  | 438             | Culturel, (i), (ii) | 56° 57′ 14″ nord, 24° 07′ 01″ est                                   |        |
| 1658 | Vieille ville de Kuldīga  | Kuldīga           | 2023  | 84,33           | Culturel, (v) | 56° 58′ 01″ nord, 21° 58′ 59″ est                                   |        |

### Liste indicative

#### Sites actuels
Les sites suivants sont inscrits sur la liste indicative du pays en octobre 2023.
| Id.  | Site                                                        | Année | Critères et notes | Coordonnées                       | Illus. |
| ---- | ----------------------------------------------------------- | ----- | --- | --------------------------------- | ------ |
| 6258 | Ensemble archéologique de Grobiņa                           | 2017  | Culturel, (iii) Inscrit sous le nom Grobiņa archaeological ensemble. Précédemment inscrit en 2011 sous le nom « Monuments et sites vikings / complexe archéologique de Grobiņa » | 56° 31′ 59″ nord, 21° 10′ 01″ est |        |
| 6544 | Ensemble du palais de Rundāle avec jardin et parc forestier | 2021  | Culturel, (i), (ii), (iv) Inscrit sous le nom Rundāle Palace Ensemble with a Garden and Forest Park.                                                                             | 56° 24′ 50″ nord, 24° 01′ 30″ est |        |
| 5610 | Méandres de la haute Daugava                                | 2011  | Mixte, (v), (viii), (x) Inscrit sous le nom Meanders of the Upper Daugava. | 55° 51′ 36″ nord, 27° 02′ 20″ est |        |

#### Anciens sites
Les sites suivants ont été inscrits par le passé sur la liste indicative du pays, mais n'ont pas été retenus.
| Site                                                 | Notes                   | Coordonnées                       | Illus. |
| ---------------------------------------------------- | ----------------------- | --------------------------------- | ------ |
| Cimetière des Frères et monument de la Liberté, Riga | Inscrit en 1991         | 56° 59′ 20″ nord, 24° 08′ 35″ est |        |
| Košrags (lv)                                         | Inscrit en 1996         | 57° 41′ 49″ nord, 22° 21′ 40″ est |        |
| Vallée de l'Abava (lv)                               | Inscrit en 2005         | 56° 59′ 31″ nord, 22° 55′ 52″ est |        |
| Forteresse de Daugavpils                             | Inscrit en 2005         | 55° 53′ 10″ nord, 26° 29′ 42″ est |        |
| Jurmala                                              | Inscrit en 1996 et 2005 | 56° 58′ 01″ nord, 23° 45′ 00″ est |        |